# 樸蜜妮
樸蜜妮（英語：Minnie Bruce Pratt，1946年9月12日—2023年7月2日）是一位美国教育家，活动家和散文家。她是位于锡拉丘兹的雪城大學的写作和女性研究教授，帮助开展了该大学的第一个LGBT研究项目。
樸蜜妮這個名字是在2003年來到台灣時取的。

## 早期生活和教育
樸蜜妮出生于阿拉巴马州的塞尔玛，在森特维尔长大。1968年毕业于阿拉巴马大学并于1979年获得北卡罗来纳大学教堂山分校英语文学博士学位。

## 职业生涯
樸蜜妮写了大量关于种族、阶级、性别和性理论的文章。她连同女同性戀作家Chrystos和Audre Lorde一起获得自由表达基金会发给“被政治迫害的作家”的Hellman/Hammett奖。三人获奖原因是因为他们在最近攻击National Endowment for the Arts期间“成为右翼和原教旨主义力量的目标。”
樸蜜妮是Crimes Against Nature (1990)的作者，这本书讲述了由于女同性恋而失去对孩子的监护权。她是工人世界党报纸的特约编辑。
她是一所学校的教员。

## 社会活动
1977年，樸蜜妮帮助成立了一个东南部的女同性恋作家组织WomonWrites。 1978年在北卡罗来纳大学教堂山分校就读时，她加入了位于北卡罗来纳州教堂山和达勒姆的南部女权主义写作集体Feminary。后来，她成为华盛顿特区女同性恋直接行动小组LIPS的成员，该小组参加了对1987年美国最高法院对Bowers vs. Hardwick鸡奸法案裁决抗议的公民不服从行为。
她参与的团体包括國際行動中心，全国女性反击网络和国家作家联盟。

## 个人生活
樸蜜妮住在锡拉丘兹。她的妻子是作家和活动家費雷思，于2014年11月去世。她们俩是在2011年在纽约州和麻薩諸塞州结婚。
樸蜜妮前夫是诗人Marvin E. Weaver II，与他有两个儿子。1975年他们在北卡羅萊納州費耶特維爾离婚。她失去了对孩子的监护权，因为当时北卡羅萊納州将同性恋行为定为犯罪。

## 出版作品
- . Durham, NC: Night Heron Press. 1981. ASIN: B000HF76DW
- Elly Bulkin（英语：Elly Bulkin）; Barbara Smith（英语：Barbara Smith）. . New York: Long Haul Press. 1984. ISBN 0-932379-53-2. Chosen for the 100 Best Lesbian and Gay Nonfiction Books, by the Publishing Triangle, 2004.
- . Ithaca, NY.: Firebrand Books（英语：Firebrand Books）. 1990. ISBN 0-932379-73-7. American Library Association Gay and Lesbian Book Award in Literature 1991, The Lamont Poetry Selection（英语：Lamont Poetry Selection） of The Academy of American Poets, 1989.
- . Ithaca, NY.: Firebrand Books（英语：Firebrand Books）. 1991. ISBN 1-56341-006-0.
- . San Francisco: Spinster's ink books（英语：Spinster's ink books）/Aunt Lute Books（英语：Aunt Lute Books）. 1985. ISBN 1-56341-023-0.
- . Ithaca, NY: Firebrand Books（英语：Firebrand Books）. 1995. ISBN 1-55583-888-X.
- . Pittsburgh: University of Pittsburgh Press. 1999. ISBN 0-8229-4096-5. Best Gay and Lesbian Book of the Year by ForeWord: Magazine of Independent Bookstores and Booksellers, 2000.
- . New York: Belladonna* Books. 2003. ASIN: B0006S92LE
- . Pittsburgh: University of Pittsburgh Press. 2003. ISBN 0-8229-5826-0. Chosen Lambda Literary Award in Lesbian Poetry, 2003.
- . Carolina Wren Press. 2011. ISBN 978-0-932112-60-6.